# Kostel Nanebevzetí Panny Marie (Osek, okres Teplice)
Opatský kostel Nanebevzetí Panny Marie v Oseku u Duchcova je součástí areálu cisterciáckého kláštera v Oseku u Duchcova na Teplicku. Původní románská trojlodní basilika byla barokně přestavěna a bohatě vyzdobena v letech 1712–1719. Památkově chráněný areál kláštera byl roku 1995 prohlášen národní kulturní památkou.

## Historie
Cisterciáci přišli do Oseka z mateřského kláštera ve Waldsassenu koncem 12. století (v letech 1197–1197) a usadili se při pravděpodobně již existujícím románském kostelíku, který stával na místě kostela dnešního. V letech 1207–1220 byla postavena první trojlodní bazilika, kterou v letech 1421 a 1429 poničili husité. Za opata Scipia, který zastával úřad v letech 1650–1691, byla zahájena barokizace celého zpustlého klášterního areálu, dokončená za jeho nástupců, Benedikta Littweriga a Jeronýma Besneckera. Autorem přestavby kostela byl litoměřický architekt Octavio Broggio, který zachoval původní půdorys (a patrně i základové zdivo), kostel zaklenul a vyzdobil barokními sochami a štuky. Osecký klášterní kostel vykazuje stylovou příbuznost s jinými realizacemi tohoto architekta (například s litoměřickým kostelem sv. Václava).

## Architektura
Opatský kostel má podobu mohutné trojlodní baziliky s vnějšími opěráky a s trojosým, konkávně zvlněným průčelím s plasticky vyloženými římsami a s pětiosým portikem. Zdobí je celkem 13 soch, které jsou uspořádány do čtyř etáží. Po stranách vchodu to jsou sochy evangelistů Matouše, Marka, Jana a Lukáše. Na attice: po stranách stojí sochy apoštolů Petra a Pavla s popiskami, v popředí Církevní otcové: sv. Augustin v biskupském oděvu s mitrou (nesprávně označovaný za Tomáše Akvinského) a sv. Jeroným (v cárech poustevníka a se lvem u nohou). Nad nimi ve výklenku patron celého kláštera sv. Jan Křtitel a po stranách štítu svatí Ambrož s úlem a sv. Řehoř Veliký. Autorem všech soch je František Antonín Kuen (1714–1716).
Kostel v souladu s cisterciáckými zvyklostmi nemá velkou věž. Nad křížením lodi a transeptu je vztyčena pouze malá sanktusová vížka se zvonem.

### Interiér
Bazilika má hlavní loď zaklenutou osmi poli stlačených valených kleneb s výsečemi, zdobených žebry křížové klenby a štukaturami, se dvěma výrazně nižšími bočními loděmi, oddělenými mohutnými pilíři a zakončenými vysokou příčnou lodí (transeptem) a obdélným závěrem se třemi klenebními poli. Nad křížením je zdvižena kupole s lucernou. Boční lodi pokračují kolem chóru a na východě končí nízkými válcovými věžemi s kupolemi.  Chór a boční lodi jsou zaklenuty tzv. českými plackami. 
Fresky na klenbě hlavní lodi znázorňují ambroziánský hymnus Te Deum laudamus a k němu příslušné typologické scény ze Starého zákona, dále Seslání Ducha svatého; namaloval je Jan Jakub Stevens ze Steinfelsu v letech 1713–1714, Klenby mají bohatou štukovou výzdobu, která byla nově restaurována. Štukatury na klenbách i na stěnách vytvořil Giacomo Antonio Corbellini v letech 1713–1718. 
Fresky v chóru, transeptu, bočních lodích a v sakristii zpodobují Umučení apoštolů sv. Ondřeje a Jakuba, sv. Petra jako trůnícího papeže, alegorické a biblické výjevy; namalovali je Václav Vavřinec Reiner v letech 1714 a 1719, Jan Petr Molitor a Josef Kramolín.
Chórová část kostela s presbytářem je od ostatních prostor oddělena chórovou přepažkou se železnou kovanou mříží (tzv. lettnerem). 

### Hlavní oltář
Obraz Nanebevzetí Panny Marie je dílem Jana Kryštofa Lišky z roku 1696, sochy vytvořil G. A. Corbellini. 

### Boční oltáře
- Mučednictví sv. Mořice, 1702; Mučednictví sv. Šebestiána, obrazy Michael Leopold Willmann:
- Mučednictví sv. Petra a sv. Pavla, obrazy Jan Kryštof Liška, 1702
- Vidění sv. Bernarda z Clairvaux – obraz na oltáři u chórových lavic, Václav Vavřinec Reiner, 1719
- Zázrak  sv. Benedikta – obraz na oltáři u chórových lavic, Václav Vavřinec Reiner, 1719
- Antonín Kern: sv. Jan Evangelista na Patmu, sv. Křtitel, sv. Prokop.

- Kruchta – v transeptu je vložena malá kruchta s varhanami z roku 1715 a s malovanvýzdobou od Benedikta Kerna.

### Lavice
- Chórové lavice řeholníků (stally) se sochami andělů jsou cenným dílem Františka Antonína Kuena z let 1714–1716.jsou vyzdobeny oválnými obrazy světců a blahoslavených řádu cisterciáků: sv. Vilém, sv. Robert, bl. Evžen, bl. Konrád
- Řadové lavice v hlavní lodi mají dřevořezby s iniciálami B.L. opata Benedikta Littweriga z roku 1694[5].

### Kazatelna
Pochází z roku 1715 a má bohatou sochařskou výzdobu se skupinou Kristova křtu na stříšce, všechny sochy pocházejí z dílny Františka Antonína Kuena.  
V západní části hlavní lodi je velká kruchta s většími varhanami.

### Figurální náhrobky
Kenotaf zakladatele kláštera Slavka z rodu Hrabišiců vytvořil Giacomo Antonio Corbellini roku 1717. Má podobu sarkofágu s obeliskem a dvěma alegorickými postavami: okřídleného boha času Chróna, který se v žalu sklání na sarkofág, a sedící truchlící ženu – alegorii Času, která v pravici drží lebku. 
Protějškový kenotaf patří vnukovi zakladatele, opatu Slavkovi II. z rodu Hrabišiců.

## Klášter
Budovy konventu s křížovou chodbou a kapitulní síní a prelatura ke kostelu přiléhají z jižní strany. Na rozhraní presbytáře a chóru je v podlaze vstup do někdejší opatské hrobky, kde je od roku 2010 pohřben zatím poslední osecký opat, Jindřich Bernhard Thebes (opatem 1990–2010, který v klášteře žil v letech 1991–2007). Další náhrobní deska opata se dochovala v rajském dvoře.

### Program záchrany architektonického dědictví
V rámci Programu záchrany architektonického dědictví bylo v letech 1997–2014 na opravu památky čerpáno 21 453 000 Kč.
| rok    | 1997  | 1998  | 1999  | 2000  | 2003  | 2004  | 2005  | 2006 | 2007 | 2008 | 2009  | 2010 | 2011 | 2012  | 2013 | 2014 |
| ------ | ----- | ----- | ----- | ----- | ----- | ----- | ----- | ---- | ---- | ---- | ----- | ---- | ---- | ----- | ---- | ---- |
| částka | 3 200 | 3 800 | 2 100 | 1 800 | 1 500 | 1 800 | 1 900 | 445  | 500  | 0    | 1 050 | 420  | 540  | 1 018 | 400  | 980  |

## Galerie

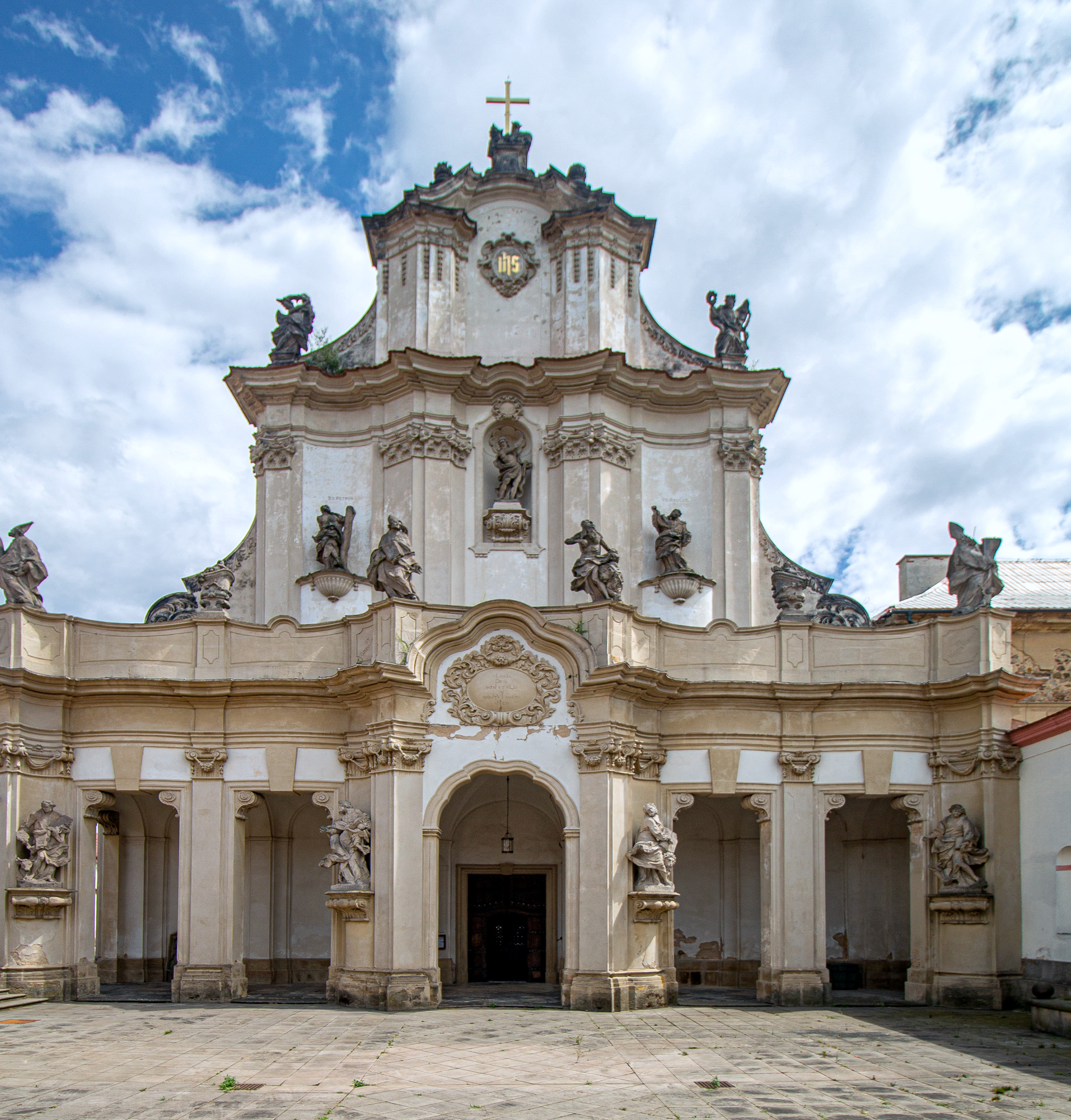
Průčelí kostela
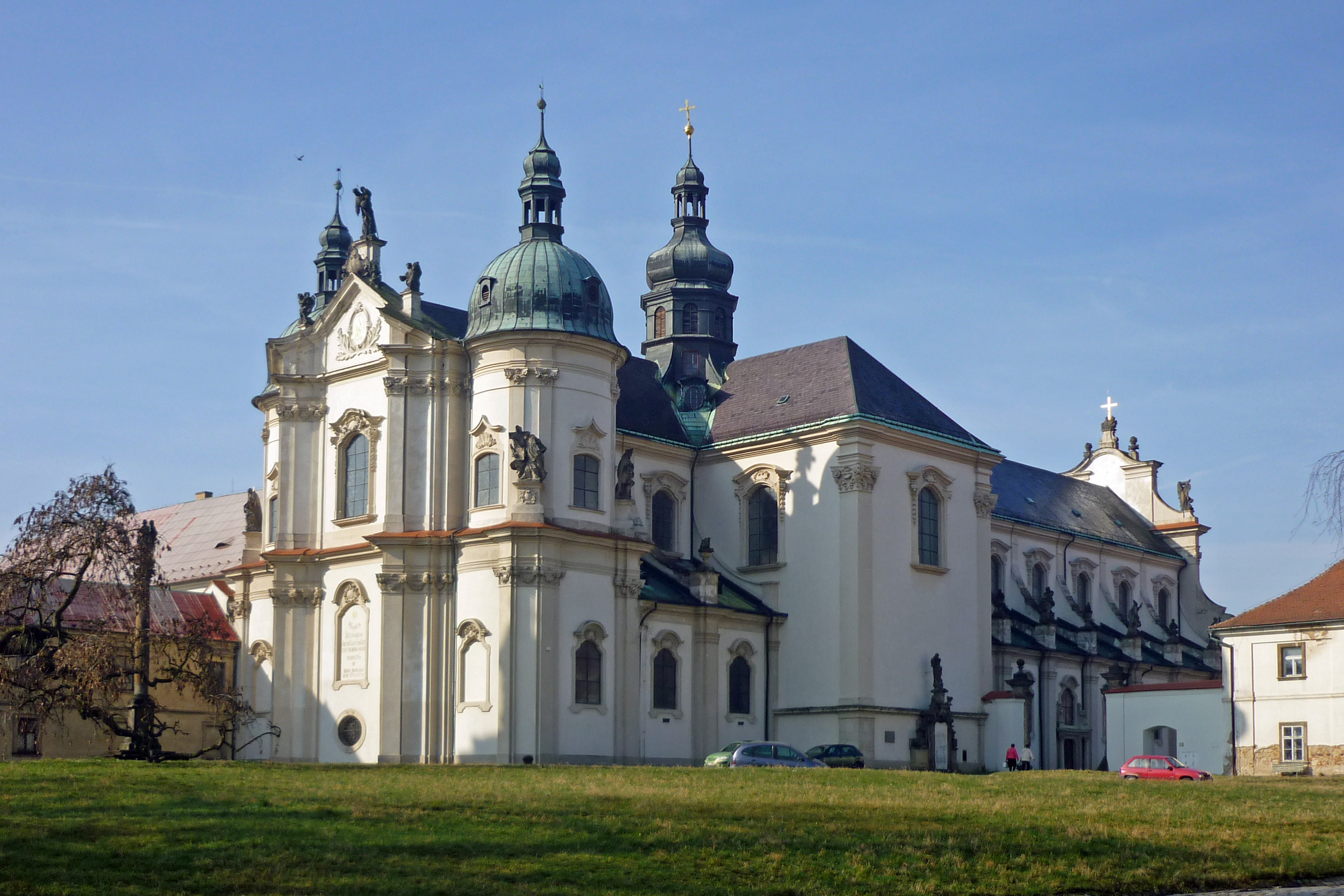
Kostel od jihozápadu
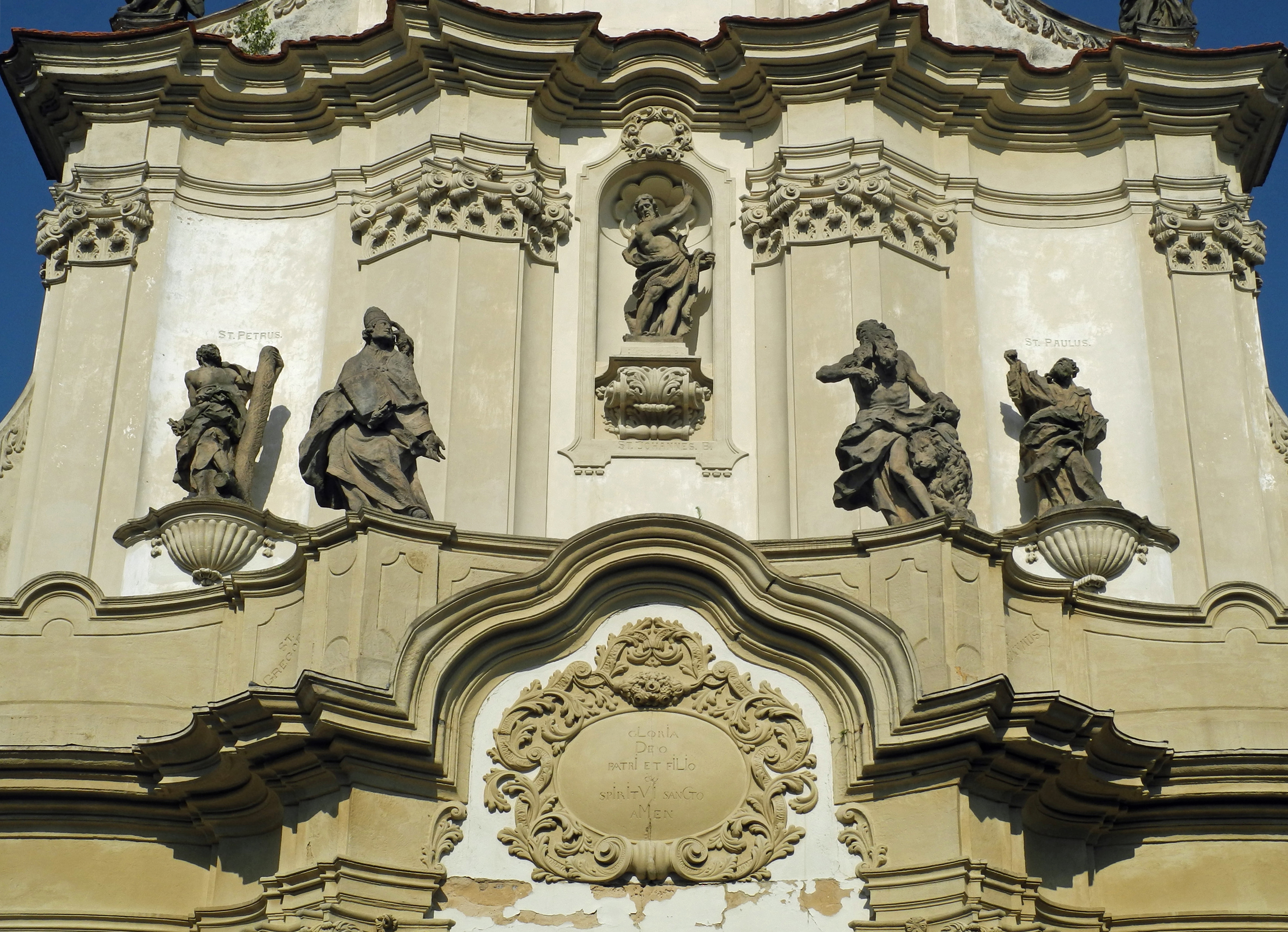
Sochy v průčelí
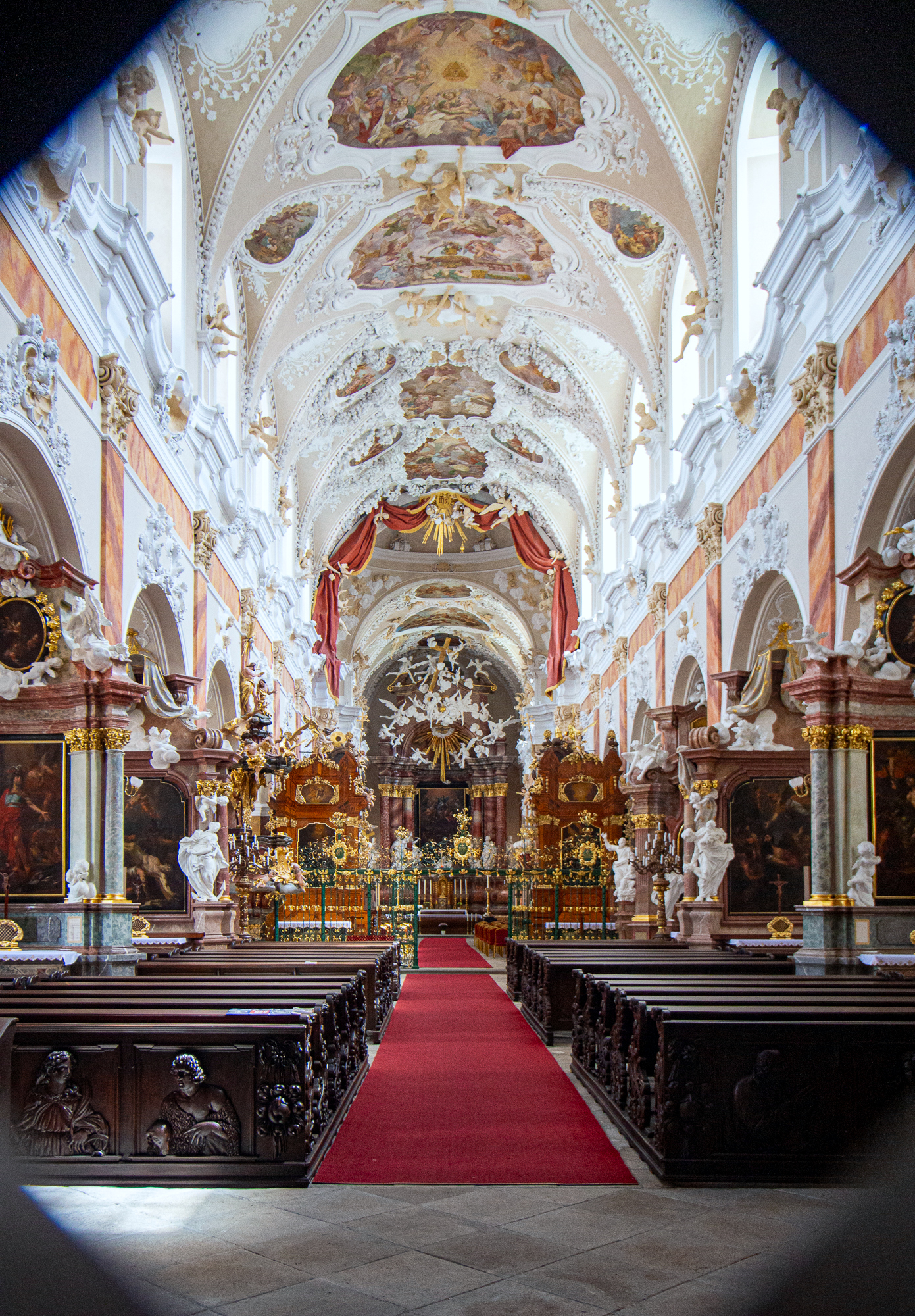
Loď klášterního kostela
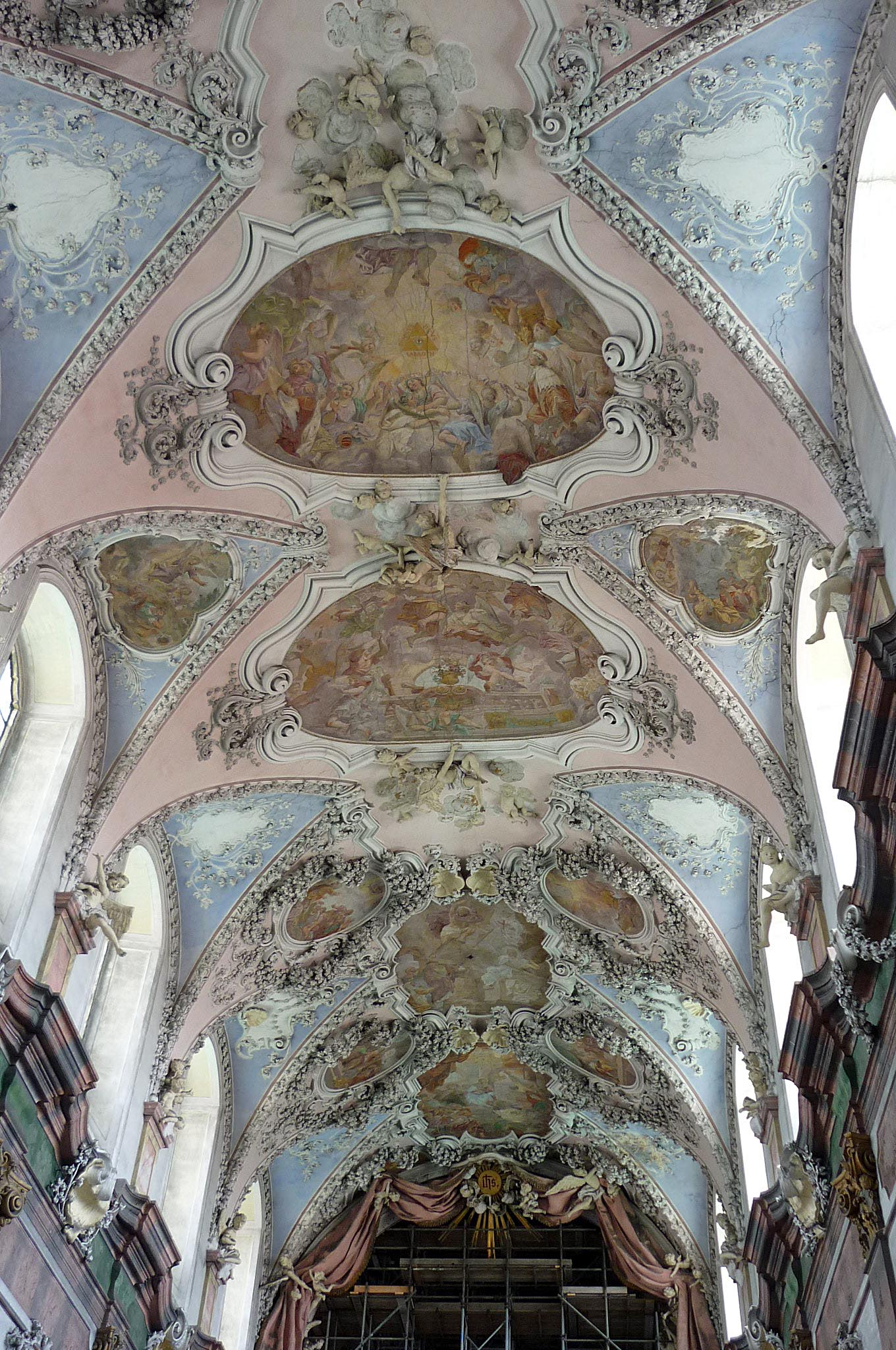
Klenby hlavní lodi
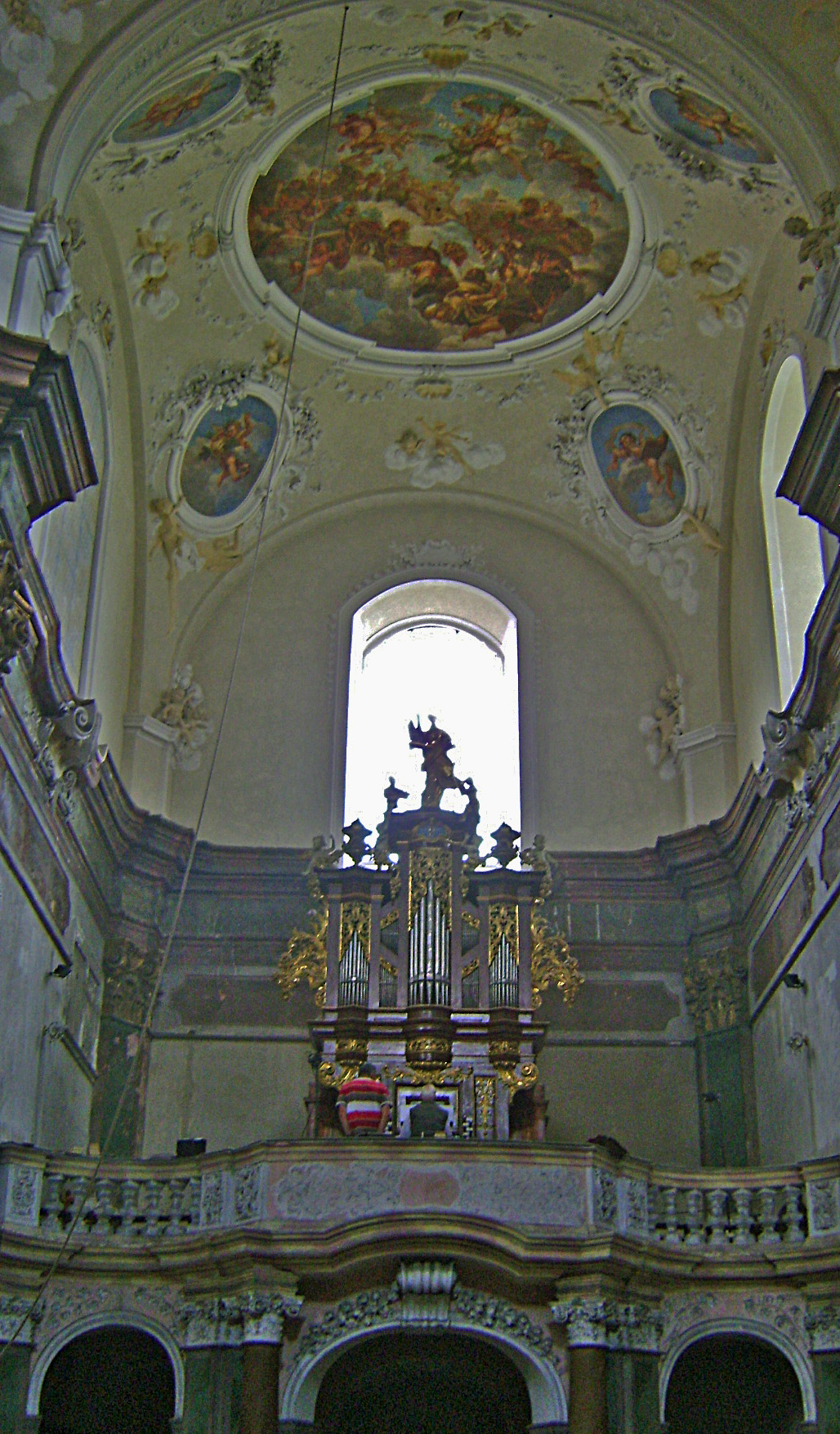
Velké varhany na kruchtě